# Nikola Hofmanova
Nikola Hofmanova (ur. 3 lutego 1991 w Chomutovie w Czechach) – austriacka tenisistka, reprezentantka kraju w Pucharze Federacji, czołowa tenisistka rozgrywek juniorskich.
Jej juniorski debiut wielkoszlemowy przypadł na turniej French Open w 2006, wtedy to jednak poniosła porażkę już w pierwszym spotkaniu z Jessicą Moore. Na Wimbledonie doszła do trzeciej rundy, pokonana przez Ayumi Moritę. Odpadła w drugiej rundzie US Open. W styczniu 2007 w Australian Open osiągnęła ćwierćfinał, ulegając najwyżej rozstawionej Rosjance Anastasiji Pawluczenkowej. Z tą samą zawodniczką i na tym samym etapie przegrała na French Open.
Jej najbardziej prestiżowy triumf to zwycięstwo w Orange Bowl na Florydzie. W finale pokonała Ksieniję Mileuską, a wcześniej m.in. Soranę Cîrsteę i Madison Brengle.
Pod koniec 2007 była sklasyfikowana na 4. miejscu światowego rankingu juniorskiego.

## Wygrane turnieje rangi ITF
| turnieje z pulą nagród 100 000 $ |
| turnieje z pulą nagród 75 000 $  |
| turnieje z pulą nagród 50 000 $  |
| turnieje z pulą nagród 25 000 $  |
| turnieje z pulą nagród 15 000 $  |
| turnieje z pulą nagród 10 000 $  |

### Gra pojedyncza
|    | Data       | Turniej | Kat. | ($)    | Naw.     | Finalistka      | Wynik    |
| 1. | 10/08/2008 | Wiedeń  | ITF  | 10 000 | ziemna   | Nikola Vajdová  | 6:3, 6:1 |
| 2. | 10/05/2009 | Fukuoka | ITF  | 50 000 | dywanowa | Chang Kai-chen  | 6:3, 6:2 |
| 3. | 07/05/2011 | Buchara | ITF  | 25 000 | twarda   | Marta Sirotkina | 6:4, 7:5 |